# Philharmonie Brünn

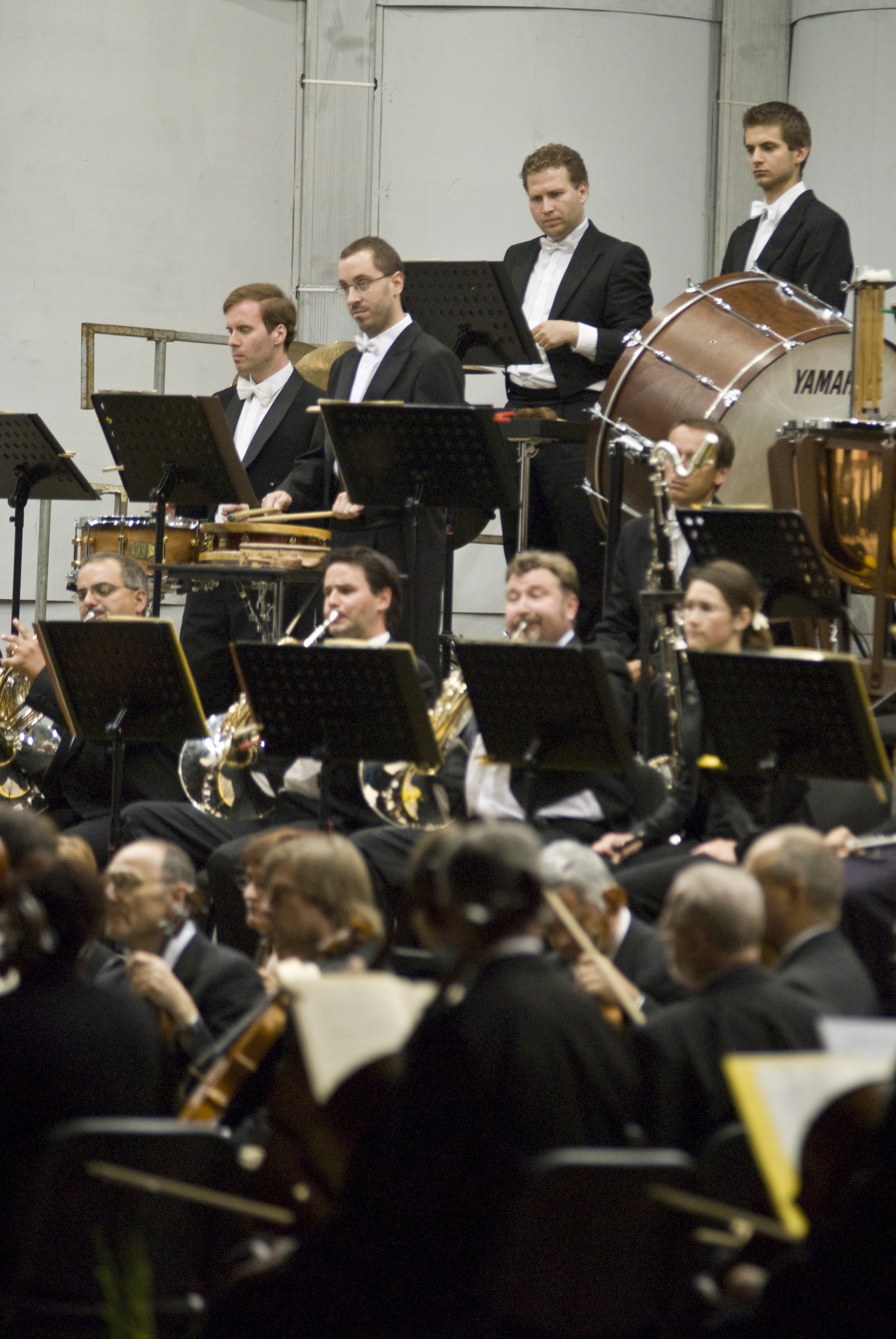
Philharmonie Brünn (2010) beim Mezinárodní hudební festival Špilberk

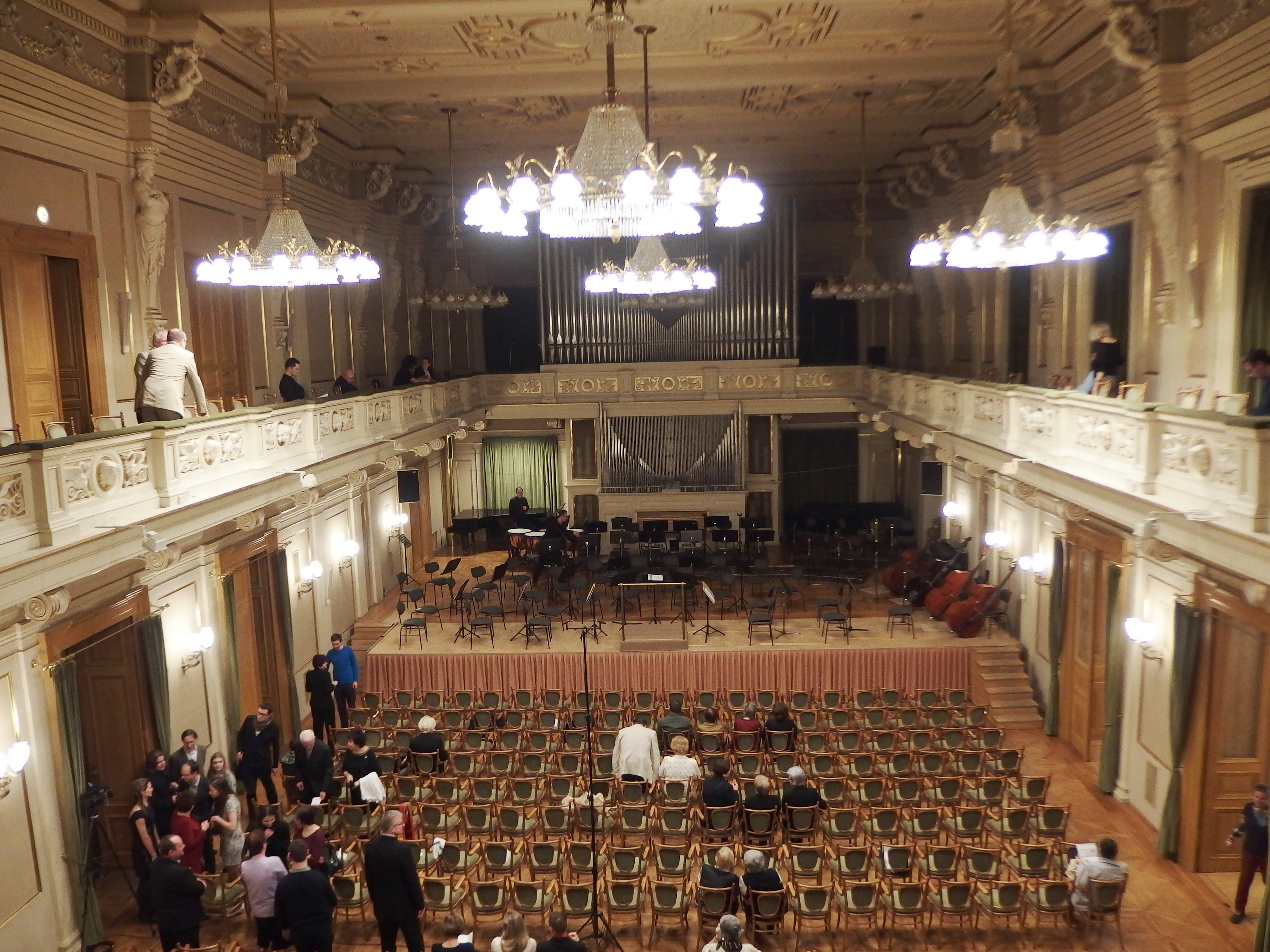
Philharmonie im Besední dům

Die Philharmonie Brünn (tschechisch: Filharmonie Brno) ist ein in Brünn, Tschechische Republik, beheimatetes philharmonisches Orchester. Beheimatet ist es u. a. im Brünner Besední Dům.
Vorgängerinstitution der Philharmonie Brünn war das tschechische Symphonieorchester, das in den 1870er Jahren gegründet worden war. Die gegenwärtige Philharmonie Brünn ging 1956 aus der Fusion des Rundfunkorchesters mit dem städtischen Brünner Sinfonieorchester hervor. Břetislav Bakala war ihr erster Chefdirigent. Seit 2018 ist Dennis Russell Davies Chefdirigent des Orchesters.

## Chefdirigenten
- Břetislav Bakala (1956–1958)
- Jaroslav Vogel (1959–1962)
- Jiří Waldhans (1962–1978)
- František Jílek (1978–1983)
- Petr Vronský (1983–1991)
- Leoš Svárovský (1991–1995)
- Otakar Trhlík (1995–1997)
- Aldo Ceccato (1997–2000)
- Petr Altrichter (2002–2009)
- Aleksandar Marković (2009–2015)[1]
- Dennis Russell Davies (seit 2018)

## Gastdirigenten
- Sir Charles Mackerras (2007–2010)
- Caspar Richter (seit 2002)